# Łagiewniki (powiat buski)
Łagiewniki – wieś w Polsce, położona w województwie świętokrzyskim, w powiecie buskim, w gminie Busko-Zdrój.
| SIMC    | Nazwa      | Rodzaj    |
| ------- | ---------- | --------- |
| 0232207 | Błonie     | część wsi |
| 0232213 | Kurzejów   | część wsi |
| 0232220 | Stara Wieś | część wsi |

W latach 1975–1998 miejscowość należała administracyjnie do województwa kieleckiego.
Nazwa pochodzi od aplikacji łagiewnik „człowiek przynależny do książęcej ludności służebnej, trudniącej się wyrobem łagwi czy też warzeniem piwa i syceniem miodu dla dworu książęcego”. W liczbie mnogiej nazwa określała osadę służebną zamieszkaną przez łagiewników, którzy zdaniem wielu historyków i językoznawców byli rzemieślnikami, wytwórcami łagwi, czyli bednarzami. Według Buczka jednak trudnili się nie tyle produkcją łagwi, co warzeniem piwa i syceniem miodu. Byli to przede wszystkim służebnicy dworu książęcego, tzw. słodownicy – piwowarzy i miodowarzy, którzy towarzyszyli księciu w jego podróżach i przechowywali w łagwiach napoje. Nazwy miejscowe Łagiewniki pochodzą z okresu wczesnohistorycznego, same osady powstały przed początkiem XIV w., jest ich w Polsce dużo.